# Dragster

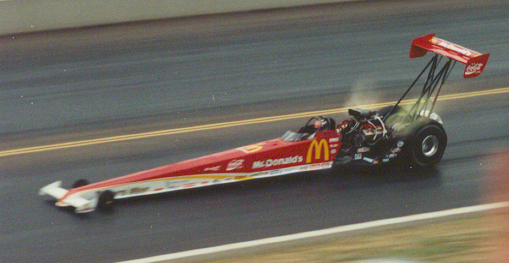
Un dragster.

Dragsterul este o mașină puternică de curse, gen cart, care poate atinge viteze foarte mari într-un interval scurt de timp. Are o formă neconvențională, fiind alcătuit dintr-un șasiu din bare de oțel sudate, foarte alungit, și având în partea din față două roți subțiri și ușoare, iar în spate două roți cu anvelope mari și rezistente, folosite în astfel de curse.